# David McFaull
David Rockwell McFaull (* 10. November 1948 in Honolulu; † 25. Juli 1997 ebenda) war ein US-amerikanischer Segler.

## Erfolge
David McFaull nahm an den Olympischen Spielen 1976 in Montreal mit Michael Rothwell in der Bootsklasse Tornado teil. Mit ihrem Boot Zomby Woof belegten sie den zweiten Platz hinter den Briten Reg White und John Osborn und beendeten die Regatta mit 36 Gesamtpunkten, womit sie die Silbermedaille erhielten. Zwei Jahre zuvor hatten sie bereits in Honolulu Bronze bei den Weltmeisterschaften gewonnen.
McFaull schloss 1970 ein Studium an der Cornell University ab.